# Çiğli
Çiğli est une ville et un district de la province d'İzmir dans la région égéenne en Turquie. Elle abrite une importante base aérienne militaire turque.

## Géographie
Çiğli a été édifiée au milieu des marécages du delta du Gediz, à l'endroit où ce fleuve se déverse dans le Golfe de Smyrne. La ville occupe le sud-ouest du faubourg de Karşıyaka et le sud du faubourg autonome de Menemen. Elle est fermée à l'ouest par le delta, mais le littoral est en proie à une urbanisation intense ; d'ailleurs l'aménagement du delta (classé ZICO par BirdLife International) constitue l'une des priorités pour la protection de l'environnement en Turquie, étant donné sa flore et sa faune uniques, et son importance pour la migration des oiseaux.

## Histoire
Çiğ signifie « humide » en turc : cela rappelle la position de la ville, au milieu des estrans du Gediz. D'abord peuplée par des refugiés turcs de la guerre russo-turque de 1877-1878 , la ville s'accrut de l'arrivée de nouveau réfugiés de Thrace chassés après la Guerre gréco-turque (1919-1922). Çiğli connut enfin ses derniers grands apports de population avec l'arrivée des survivants des deux tremblements de terre d'Anatolie orientale : ceux de Varto–Hınıs (1946) et de Varto (1966). Depuis, elle continue d'attirer régulièrement des réfugiés économiques de cette région ; le maire lui-même est natif de Diyarbakır.

## Tourisme
Le parc ornithologique de Smyrne (Kuş Cenneti) abrite 205 espèces recensées d'oiseaux, dont 63 sont autochtones, 54 sont des migrateurs estivaux et 43 des migrateurs d'hivers ; les 30 autres espèces ne font que transiter. 56 espèces nidifient dans le parc. Ce sanctuaire, qui recouvre 80 km2, a été classé aire protégée par le ministère turc des Forêts en 1982. Le zoo de Sasalı (Doğal Yaşam Parkı) a ouvert ses portes en 2008.

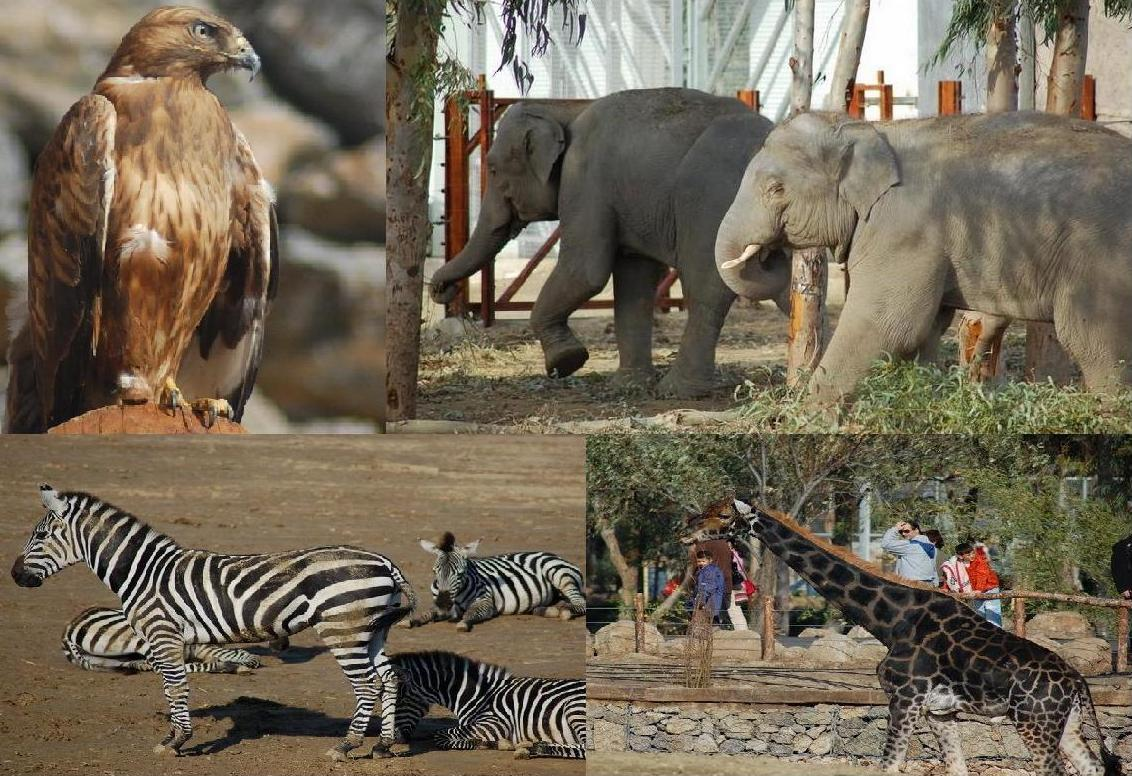
Le zoo de Sasalı
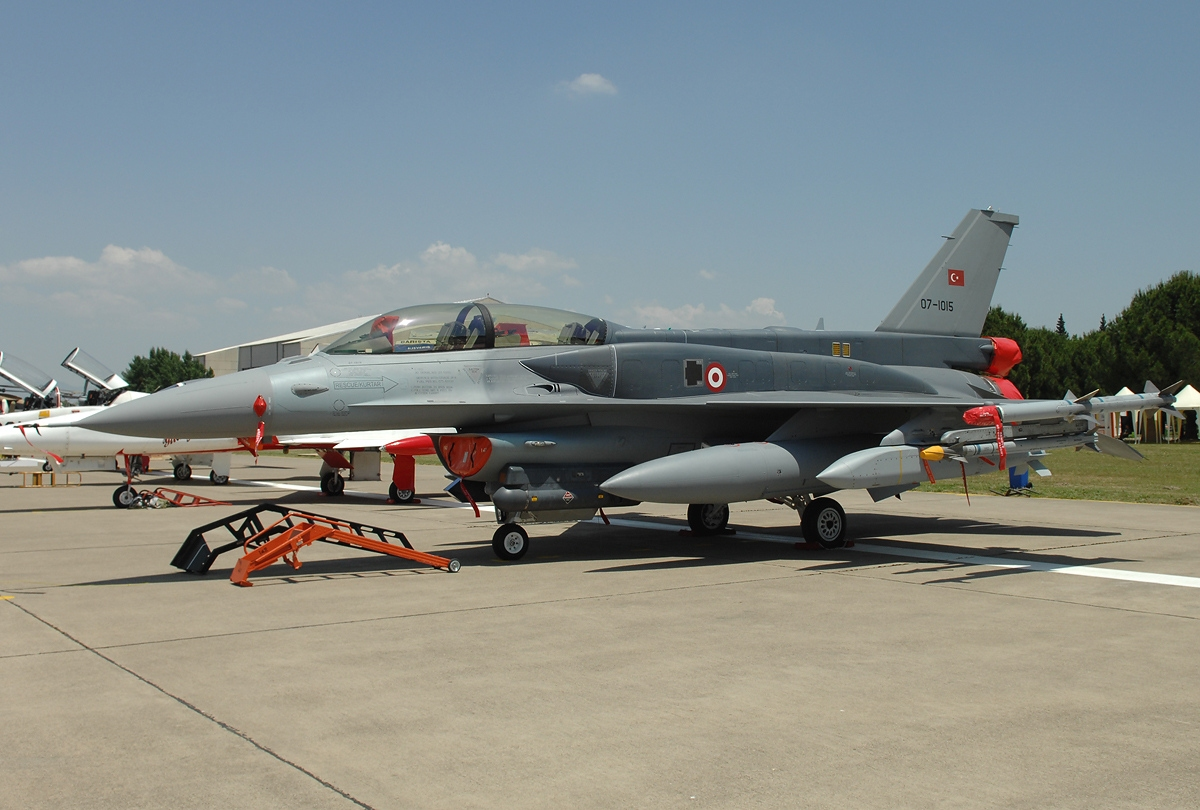
un F-16D sur la base militaire de Çiğli